# Cuartetos para cuerdas (Schumann)

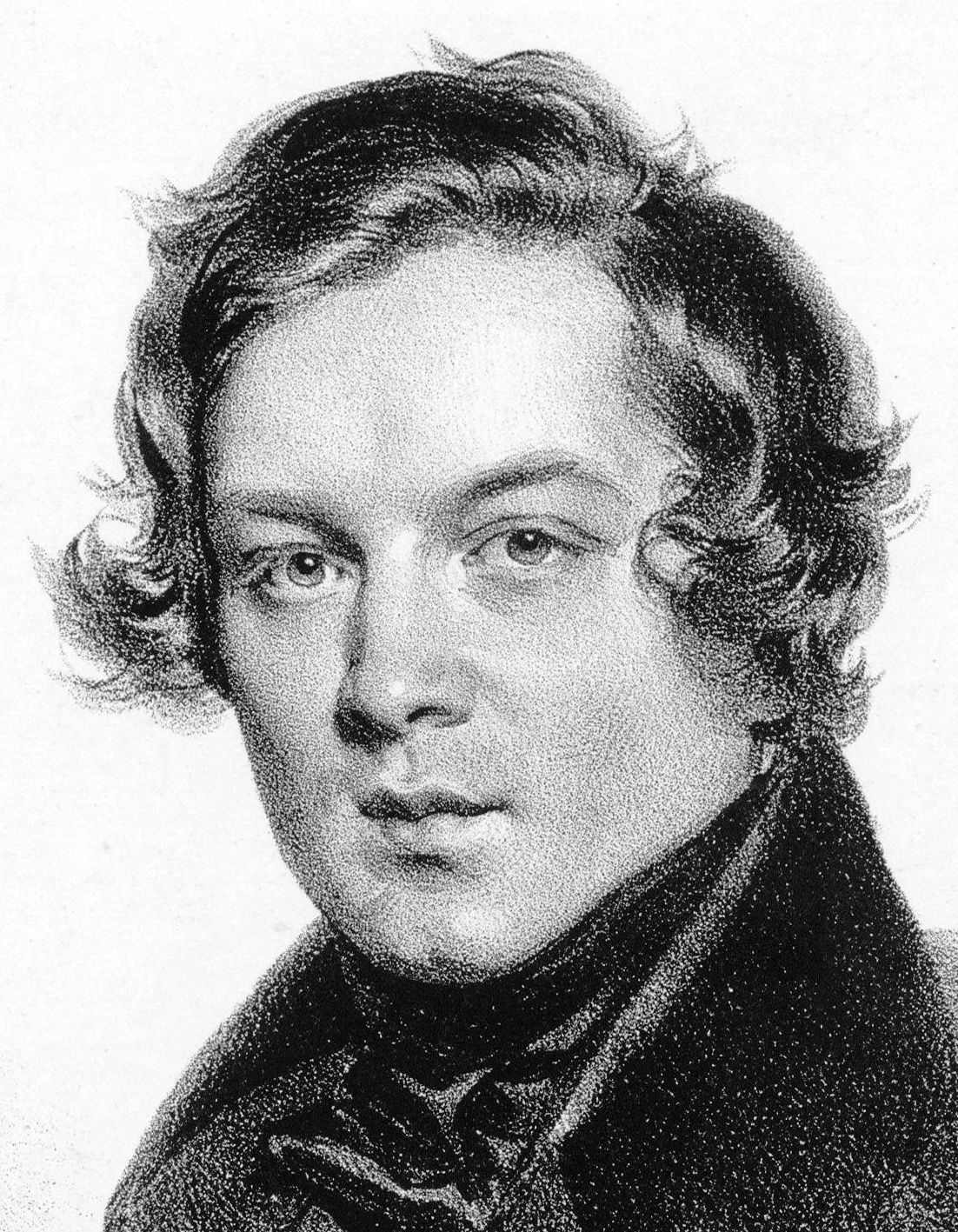
Robert Schumann en 1839.

Tres cuartetos para cuerda, Op. 41 es un conjunto de cuartetos para cuerda compuesto por Robert Schumann en 1842. Las obras están dedicadas a Felix Mendelssohn.

## Historia
Se trata de las primeras obras de música de cámara del compositor, escritas un año después de su Sinfonía n.º 1 y su Concierto para piano Op. 54. Son coetáneas de su Cuarteto para piano Op. 47 y su Quinteto para piano Op. 44, por lo que 1842 se considera el año de la música de cámara para Robert ya que emprendió sus notables exploraciones instrumentales con los tres cuartetos de cuerda que finalmente se publicaron juntos como Opus 41. El año 1840 y el 1841 fueron respectivamente los años de la canción y de la música orquestal. El compositor empezó a pensar en estas piezas en 1838 y compuso sus primeros esbozos mientras estudiaba los cuartetos de Mozart y los de Beethoven. Retomó sus notas entre junio y septiembre, para terminar las partituras el 8 de septiembre. La primera interpretación tuvo lugar el 13 de septiembre de 1842 para el cumpleaños de su esposa Clara Schumann. Si bien, los estrenos públicos no tuvieron lugar hasta enero de 1843 en la Gewandhaus de Leipzig. Fueron escritas en un momento relativamente feliz para el autor, que se había casado un año antes y tenía una hija de un año.
Durante muchos años fue habitual tachar estas tres obras de poco idiomáticas y excesivamente pianísticas, alegando que la relativa falta de familiaridad de su compositor con los instrumentos de cuerda le impedía crear obras de gran mérito. Si bien es cierto que las figuraciones pianísticas y la falta general de independencia entre las voces impiden que estas obras se comparen favorablemente con obras de los dos grandes maestros de cámara a ambos lados históricos de Schumann (Beethoven por un lado, Brahms por otro), su total falta de dependencia de los áridos estereotipos de mediados del siglo XIX y su poesía musical intensamente expresiva compensan tales defectos, que serían insalvables en la música de un compositor menor. Los tres cuartetos de cuerda Opus 41, por tanto, son totalmente exitosos en sus propios términos, del mismo modo que, aunque estaba mucho más familiarizado con el medio, Schumann se vio obligado a descubrir nuevas soluciones a los problemas compositivos que presentaba el teclado.

## Cuarteto n.º 1, Op. 41 n.º 1
La obra consta de cuatro movimientos:
- I. Introduzione. Andante espressivo – Allegro
- II. Scherzo. Presto – Intermezzo
- III. Adagio
- IV. Presto

El primer cuarteto está escrito en la tonalidad de la menor. Se interpreta en poco más de veinte minutos. Este fue en realidad el último del conjunto en ser completado, aunque hay pruebas fehacientes de que el compositor trabajó en los tres más o menos simultáneamente. Sin embargo, Schumann concibió claramente los tres como una única composición a gran escala y la organización tonal de la menor - fa mayor - la mayor circunscrita por los tres cuartetos resulta muy equilibrada y lógica. De ahí la ordenación final de la obra. Además la Op. 41 n.º 1 tiene una introducción dramática y extensa que hace que sea idónea como obra de apertura de un ciclo.

### I.Introduzione. Andante espressivo – Allegro
El primer movimiento, Introduzione. Andante espressivo – Allegro, está en la menor y en compás de 6/8. Es en muchos sentidos el más heterodoxo de los tres. Tras la extensa introducción en la menor marcada como Andante. se presenta el tema principal del movimiento. No está en la tónica sino en fa mayor, reflejando así en miniatura la organización tonal de todo el ciclo Opus 41. El tema secundario, no muy diferente en tonalidad, está en fa mayor. Un tema subsidiario de carácter similar al primero, y de hecho derivado claramente de los compases quinto y sexto del tema principal, le sigue sin interludio sustancial. Como en tantas obras del compositor, no se trata de un segundo tema propiamente dicho, sino más bien de una inteligente reorganización de la melodía cadenciosa en 6/8 que abría la exposición en fa mayor. De nuevo esta única idea se reproduce, casi obsesivamente, a lo largo del desarrollo.

### II.Scherzo. Presto – Intermezzo
El segundo movimiento, Scherzo. Presto – Intermezzo, está en 6/8. Schumann decide situar en segundo lugar el Scherzo, también en 6/8 pero de mucha más vitalidad que el tenue movimiento de apertura. La sección central, llamada Intermezzo y escrita alla breve, es estable -como atestiguan los largos puntos de pedal en el violonchelo- en comparación con el apresurado y vibrante scherzo principal.

### III.Adagio
El tercer movimiento, Adagio, está en fa mayor. La melodía del encantador Adagio en fa mayor que aparece a continuación es un derivado evidente del Adagio de la Novena Sinfonía de Beethoven. Suaves arpegios en el violonchelo apoyan el canto del primer violín; ambos se intercambian los papeles poco después. La plácida atmósfera se ve interrumpida, brevemente, por una sección central más tormentosa.

### IV.Presto
El cuarto y último movimiento está marcado Presto. El enérgico Marcato del tema principal del finale nos devuelve a la tonalidad inicial de la menor. Rebosa de posibilidades rítmicas y de desarrollo, de las que Schumann hace un buen uso. Al igual que en el primer movimiento, no se puede decir que haya un verdadero segundo tema en esta desenfrenada sonata-allegro, sino más bien un continuo despliegue de elementos a partir de una idea básica. Una digresión en Moderato y una coda que sólo emplea ideas temáticas subsidiarias cierran la obra.

## Cuarteto n.º 2, Op. 41 n.º 2
La obra consta de cuatro movimientos:
- I. Allegro vivace
- II. Andante quasi variazioni
- III. Scherzo – Presto
- IV. Allegro molto vivace

El segundo cuarteto está escrito en fa mayor. La interpretación dura algo menos de 32 minutos. Este fue el primer intento de Schumann en esta forma. 

### I.Allegro vivace
El primer movimiento, Allegro vivace, está en fa mayor. Se abre sin introducción de ningún tipo y el oyente es atraído por su agradable melodía de violín en compás de 3/4. Al igual que en el Cuarteto n.º 1, Robert no encuentra hueco para un segundo tema (de hecho, no parece dispuesto a separarse de este encantador fa mayor durante mucho tiempo), y el desarrollo contiene un poco más de tensión manifiesta que la exposición.

### II.Andante quasi variazioni
El segundo movimiento, Andante quasi variazioni, está estructurado en torno a un tema con variaciones, Andante quasi variazioni, cuya melodía en la bemol mayor y en compás de 12/8 fluye graciosamente hacia delante sobre ondas constantes de ritmo de negra y corchea. Schumann escribe cuatro variaciones, una repetición del tema casi en su forma original y una hermosa coda.

### III.Scherzo – Presto
El tercer movimiento, Scherzo – Presto, está en do menor, lo cual es algo inusual. Se trata de una exploración relámpago de los arpegios en compás de 6/8. Un chispeante trío presenta un tema humorístico en el violonchelo que se contrapone a contratiempos de corchea y vertiginosas escalas en spiccato.

### IV.Allegro molto vivace
El cuarto y último movimiento está marcado Allegro molto vivace. El Finale le debe una buena parte al trío del movimiento anterior, ya que está igualmente construido con una textura que enfatiza los ingeniosos contratiempos y las texturas en spiccato. Como es natural, se regresa a fa mayor para este rondó, en el que el compositor parece contentarse con dejar que la atmósfera elegante y desenfadada de los tres movimientos anteriores se mantenga hasta el final.

## Cuarteto n.º 3, Op. 41 n.º 3
La obra consta de cuatro movimientos:
- I. Andante espressivo – Allegro molto moderato
- II. Assai agitato
- III. Adagio molto
- IV. Finale. Allegro molto vivace

El tercer y último cuarteto está escrito en la mayor. Su interpretación dura aproximadamente 36 minutos. Se trata del último de este opus pero segundo en orden de composición y es con mucho la obra estructuralmente más tradicional del conjunto.

### I.Andante espressivo – Allegro molto moderato
El primer gesto de la breve introducción del primer movimiento es idéntico, armónica y motívicamente, a la apertura de la Sonata n.º 18 Op. 31 n.º 3 de Beethoven, y cabe sospechar una deuda consciente o inconsciente por parte de Schumann. El motivo de quinta descendente esbozado por este gesto no tarda en incorporarse al primer compás del tema principal propiamente dicho (la mayor, compás de 3/4 frente al 4/4 de la introducción), una tierna idea dividida en dos mitades: la primera es una elegante melodía de ocho compases, la segunda un arpegio de negras ejecutado por imitación entre los cuatro instrumentos. Por fin, en este cuarteto Robert escribe un verdadero segundo tema, cuyos suaves contratiempos y la expresiva melodía del violonchelo proporcionan un material fértil para el desarrollo (al igual que la tensión imitativa del primer tema).

### II.Assai agitato
El segundo movimiento, Assai agitato, está en fa sostenido menor. Es un áspero tema y variaciones muy libres que presenta a un compositor mucho más perturbado emocionalmente que cualquiera de los otros movimientos de los tres cuartetos. Una serie de grupos de frases cortas, apresuradas y sincopadas forman colectivamente el tema. La primera de las variaciones (nótese que Schumann no las marca como tales, y uno casi las siente más como respuestas entre sí que como variaciones en el sentido colectivo de la palabra) ofrece al violonchelo y a la viola la oportunidad de dar sus ideas sobre el tema principal, mientras que la segunda es un esfuerzo decidido por hacer una fuga de lo que parecería ser un tema poco prometedor (la intensidad furiosa de la imitación deja claro que Schumann desea retratar el esfuerzo valiente, pero finalmente infructuoso, de los músicos por expurgar su dolor mediante el ejercicio lógico). El tema fragmentado se une en una sola idea lírica en la tercera variación, mientras que la cuarta y última es una furiosa embestida decidida a borrar, con violencia si es necesario, el doloroso sentimentalismo de la sección anterior. Un epílogo apacible, la calma después de la tormenta, reconforta un poco, y la música desciende hacia la calidez del fa sostenido mayor.

### III.Adagio molto
El tercer movimiento, Adagio molto, es una exuberante canción sin palabras, que pasa de una tranquila declaración a una acalorada exclamación antes de llegar a un final cómodo y apacible.

### IV.Finale. Allegro molto vivace
El Finale, en cambio, es un rondó ágil y bastante libre, cuyo estribillo de negra con puntillo avanza con buen humor. Aparecen dos ideas subsidiarias, cada una de las cuales se repite en la segunda mitad de la pieza antes de que la impulsora coda ponga fin a la obra.